# Al-Mu'izz ibn Badis
Al-Muʿizz ibn Bādīs (in arabo المعز بن باديس‎?; Al-Mansuriyya, 19 gennaio 1008 – 13 agosto 1062) è stato il quarto sovrano degli Ziridi dell'Ifriqiya, regnando dal 1016 al 1062.

## Nome
Ibn Khallikan scrisse che il nome "al-Mu'izz" era comunemente un epiteto (laqab), ma nel caso di al-Mu'izz ibn Badis sembra essere stato il suo nome di nascita (ism). Ibn Khallikan scrisse inoltre di aver fatto ricerche in vari libri e di essersi consultato con studiosi del Nord Africa nel tentativo di determinare se al-Mu'izz avesse un nome diverso, ma non ne trovò mai alcuno; in assenza di qualsiasi indicazione contraria, concluse che "al-Mu'izz" dovesse essere effettivamente il suo vero nome.

## Carriera politica
Secondo Ibn Khallikan, al-Mu'izz ibn Badis nacque ad al-Mansuriya il 19 gennaio 1008 (7 Jumada al-Awwal, del 398 dell'Egira).
Al-Muizz salì al trono da minorenne in seguito alla morte del padre Badis ibn Mansur, con sua zia, Umm Mallal, in qualità di reggente. Secondo Ibn Khallikan, l'investitura di al-Mu'izz si tenne ad al-Muhammadiya il 13 maggio 1016 (3 Dhu al-Hijja, 406 dell'Egira). Nel 1016 ci fu una sanguinosa rivolta nell'Ifriqiya in cui la residenza fatimide di Al-Mansuriya fu completamente distrutta e 20.000 sciiti furono massacrati. I disordini costrinsero a un cessate il fuoco nel conflitto con gli Hammadidi dell'Algeria e la loro indipendenza fu infine riconosciuta nel 1018.
Al-Muizz assunse le redini del governo nel 1022 in seguito al rovesciamento di sua zia. I rapporti con i Fatimidi furono tesi, quando nel 1027 appoggiarono una rivolta degli Zanata in Tripolitania che provocò la perdita permanente del controllo della regione. Suo figlio Abdallah governò brevemente la Sicilia nel 1038-1040, dopo l'intervento del suo esercito ziride nella guerra civile scoppiata nell'isola.
Nonostante le turbolenze politiche, il benessere economico generale rese inizialmente possibile un vasto programma di sviluppo. Tuttavia, il regno si trovò in una crisi economica negli anni '40 del XI secolo, che si riflesse nella svalutazione monetaria, nell'epidemia e nella carestia. Questi elementi potrebbero essere correlati all'alto livello di tributi che gli Ziridi erano costretti a pagare ogni anno ai Fatimidi (un milione di dinari d'oro all'anno).
Quando al-Muizz (sotto l'influenza dei giuristi sunniti di Kairouan, la crescente pressione pubblica sunnita nel suo regno e una violenta reazione contro la minoranza sciita) riconobbe gli Abbasidi di Baghdad come legittimi califfi nel 1045 e adottò l'ortodossia sunnita, la rottura con i Fatimidi fu completa. Accusò inoltre i Fatimidi e i loro seguaci come eretici nelle monete appena coniate.
I Fatimidi portarono avanti quindi una campagna militare composta dalle tribù beduine dei Banu Hilal e dei Banu Sulaym dall'Egitto all'Ifriqiya. L'invasione dei beduini (1051-1052) portò a grandi difficoltà dopo la sconfitta a Jabal Haydaran, colpendo gravemente l'agricoltura nell'Ifriqiya. I Fatimidi inviarono Makin al-Dawla per radunare gli invasori beduini e assediare debitamente al-Muizz a Kairouan e conquistare Gabes e gran parte dell'entroterra dell'Ifriqiya nel 1053-1054. La conquista di Kairouan nel 1057 esacerbò ulteriore l'anarchia. Gli Ziridi persero il controllo sull'entroterra e riuscirono a mantenere solo le zone costiere, con la capitale che fu trasferita a Mahdia. Con la crescita degli emirati beduini e la continua insicurezza nell'entroterra, l'economia dell'Ifriqiya guardò sempre più verso il Mediterraneo, con il conseguente aumento di importanza delle città costiere attraverso il commercio marittimo e la pirateria.
Avendo perso il controllo sulla terra di Ifriqiya e rafforzatosi a Mahdia, al-Muizz costruì una marina, decidendo di estendere il suo potere alle zone marittime adiacenti e alla Sicilia, che apparteneva agli arabi. Tuttavia, a quel tempo i Normanni avevano già invaso la Sicilia e conquistato una parte significativa dell'isola. Al-Muizz ibn Badis inviò la sua flotta per aiutare i musulmani siciliani, ma lungo la rotta la flotta incontrò una tempesta, a seguito della quale molte navi affondarono prima di raggiungere la Sicilia. L'emergere dello Stato normanno nell'Italia meridionale e in Sicilia non permise ad al-Muizz di prendere piede in questa regione del Mediterraneo. Nel tentativo di riconciliarsi con i Fatimidi, tornò allo sciismo, ma non riuscì a riprendere il pieno controllo del suo regno.
Secondo Ibn Khallikan, al-Mu'izz morì il 13 agosto 1062 (4 Sha'ban, 454 dell'Egira) a causa di una malattia al fegato. Gli successe il figlio Tamim ibn Muizz.

## Carriera letteraria
Solitamente si ritiene che sia l'autore del celebre Kitab `umdat al-kuttab wa `uddat dhawi al-albab. Il libro è diviso in dodici capitoli, e narrano, tra l'altro, sull'eccellenza della penna, sulla preparazione dei tipi di inchiostri, come gli inchiostri colorati e metallici (compresi quelli preparati con limatura d'argento e alcool), la colorazione dei coloranti e delle miscele, la scrittura segreta, la fabbricazione di carta e gomma araba e della colla.
Ibn Sharaf e Ibn Rashīq erano poeti rivali alla sua corte. Si dice che avesse alimentato la loro rivalità.